# Функционализм (психология)
Функционали́зм — подход в психологии, сложившийся в конце XIX — начале XX века, прежде всего в американской экспериментальной психологии (Уильям Джемс, Джон Дьюи, Д. Энджелл, Р. Вудвортс, Герберт Спенсер). Согласно данному подходу, в психике можно выделить отдельные психические функции, представляющие собой относительно самостоятельные элементы. Функционализм восходит к представлениям конца XIX в., когда было принято считать, что каждый участок мозга имеет свою специализацию (см. Зона Брока, Зона Вернике и др.), однако с тех пор представления функционалистов подверглись коренному пересмотру в связи с развитием когнитивной психологии и нейробиологии.
Главная идея функционализма - данное психическое состояние может быть определено в терминах причинных связей, существующих между психическим состоянием, условиями среды (ввод), поведением организма (выход) и другими психическими состояниями. Подход функционализма сходен с анализом информационных процессов, он стал философской основой вычислительной теории разума.
В СССР функционализм критиковался как  заведомо ложный, идеологически буржуазный подход; ему противопоставлялся целостный, марксистско-ленинский подход к изучению психики. Одним из критиков функционализма с таких позиций был известный советский психолог В. Н. Мясищев.